# مايكل شايفر
مايكل شايفر (بالألمانية: Michael Schaefer)‏ (و. 1949  م) هو دبلوماسي، ومؤلف، ومحامي، وكاتب ألماني.

## مناصب
تولى منصب سفير ألمانيا لدى الصين (2007–2013).

## التعليم
تعلم في جامعة لودفيغ ماكسيميليان في ميونخ، وجامعة جنيف.